# Stopnie wojskowe w lotnictwie brytyjskim
Lista stopni wojskowych RAF przedstawiona w postaci tabelek.
W RAF istnieje podział na stopnie pozostałe (ang. other – szeregowi i podoficerowie), Commisioned Air Crew (dosł. „zkomisjonowana” załoga powietrzna; odpowiada tłumaczeniem, ale nie kodem NATO, chorążym) oraz oficerów.

## Stopnie wojskowe RAF[1]

### Oficerowie
| Kod NATO               | O-10                           | O-9              | O-8         | O-7              | O-6           | O-5           | O-4            | O-3             | O-2               | O-1            | O-1           |
| ---------------------- | ------------------------------ | ---------------- | ----------- | ---------------- | ------------- | ------------- | -------------- | --------------- | ----------------- | -------------- | ------------- |
| Oznaczenia na rękawach |                                |                  |             |                  |               |               |                |                 |                   |                |               |
| Nazwa stopnia          | Marshal of the Royal Air Force | Air Chef Marshal | Air Marshal | Air Vice-Marshal | Air Commodore | Group Captain | Wing Commander | Squadron Leader | Flight Lieutenant | Flying Officer | Pilot Officer |
| Skrót                  | MRAF                           | Air Chf Mshl     | Air Mshl    | AVM              | Air Cdre      | Gg Capt       | Wg Cdr         | Sqn Ldr         | Flt Lt            | Fg Off         | Plt Off       |

## Stopnie inne iNon-Commissioned Air Crew
Nazwy pogrubione oznaczają, że dany podoficer należy do Non-Commissioned Air Crew.
| Kod NATO               | OR-9           | OR-9            | OR-8          | OR-7                                     | OR-7             | OR-6 & OR-5                | OR-4     | OR-3                             | OR-2                                                         | OR-2                      | OR-1              |
| ---------------------- | -------------- | --------------- | ------------- | ---------------------------------------- | ---------------- | -------------------------- | -------- | -------------------------------- | ------------------------------------------------------------ | ------------------------- | ----------------- |
| Oznaczenia na rękawach |                |                 | nie używa się |                                          |                  |                            |          |                                  |                                                              |                           | brak oznaczenia   |
| Nazwa                  | Master Aircrew | Warrant Officer |               | Flight Sergeant Flight Seargeant Aircrew | Chief Technician | Sergeant Seargeant Aircrew | Corporal | Junior Technician Lance Corporal | Senior Aircraftman/woman Senior Aircraftman/woman Technician | Leading Aircraftman/woman | Aircraftman/woman |
| Skrót                  | MAcr           | WO              |               | FS                                       | Chf Tech         | Sgt                        | Cpl      | Jnr Tech LCpl                    | SAC SAC Tech                                                 | LAC                       | AC                |